# 中央アジアサッカー協会
中央アジアサッカー協会（ちゅうおうアジアサッカーきょうかい、英語: Central Asian Football Association, 略称：CAFA）は、中央アジアに属する国々のサッカー協会によって構成される組織団体である。
2014年6月、中央アジアサッカー協会はアジアサッカー連盟（AFC）による暫定認可をうけ、AFCアジアカップ2015開催中に行われたAFC臨時総会の承認を経て正式に設立された。この結果、中央アジアサッカー協会は将来的にはAFC実行委員会に委員を送り込むことが出来るようになった。

## 歴史
加盟6か国の代表は、2014年5月10日にAFC会長のサルマーン・ビン・イブラーヒーム・アール＝ハリーファと会談し、アジアのサッカーに新たな地区部会を設立する可能性について対話を設けた。各国代表はイランとアフガニスタンの要請を受けたAFC会長の招待を受けて会談した。2014年6月9日にサンパウロで開催されたAFC臨時総会において、新たな地区部会を設ける計画に認可が降りた。

## 加盟国
中央アジアサッカー協会には6つのサッカー協会が加盟している。また、6か国全てがアジアサッカー連盟の正式加盟国である。
| 協会             | 前所属                           | 男子代表         | 女子代表         |
| ---------------- | -------------------------------- | ---------------- | ---------------- |
| アフガニスタン   | 南アジアサッカー連盟 (2005-2014) | アフガニスタン   | アフガニスタン   |
| イラン           | 西アジアサッカー連盟 (2000-2014) | イラン           | イラン           |
| キルギス         | なし                             | キルギス         | キルギス         |
| タジキスタン     | なし                             | タジキスタン     | タジキスタン     |
| トルクメニスタン | なし                             | トルクメニスタン | トルクメニスタン |
| ウズベキスタン   | なし                             | ウズベキスタン   | ウズベキスタン   |

## 大会一覧
- CAFAネーションズカップ（英語版）
- CAFA女子選手権（英語版）

## ランキング
ランキングは国際サッカー連盟（FIFA）により算出されている。
| AFC | FIFA | 国               | ポイント | 増減 |
| --- | ---- | ---------------- | -------- | ---- |
| 1   | 41   | イラン           | 700      | 10   |
| 6   | 71   | ウズベキスタン   | 464      | 1    |
| 19  | 137  | タジキスタン     | 215      | 1    |
| 22  | 144  | アフガニスタン   | 190      | 2    |
| 23  | 147  | トルクメニスタン | 166      | 1    |
| 25  | 156  | キルギス         | 158      | 1    |

| AFC | FIFA | 国             | ポイント | 増減 |
| --- | ---- | -------------- | -------- | ---- |
| 9   | 43   | ウズベキスタン | 1548     | 1    |
| 13  | 54   | イラン         | 1412     | 1    |
| 22  | 99   | キルギス       | 1136     | 1    |
| 34  | 125  | アフガニスタン | 899      | 11   |

## 執行部

### 会長
| 名前                     | 在任期間    |
| ------------------------ | ----------- |
| ミラブロル・ウスマノフ   | 2015 - 2018 |
| ウミド・アフマドジョノフ | 2018 - 2019 |
| ルスタム・エモマリ       | 2019 - 現在 |

### 副会長
| 名前                       | 在任期間    |
| -------------------------- | ----------- |
| ルスタム・エモマリ         | 2015 - 2018 |
| クルシェド・ミルゾ         | 2018 - 2019 |
| ダスタンベク・コノクバエフ | 2019 - 2023 |
| モハマド・ユセフ・カルガー | 2023 - 現在 |

### AFC副会長
| 名前               | 在任期間    |
| ------------------ | ----------- |
| アリ・カファシアン | 2015 - 2016 |
| メフディ・タージ   | 2016 - 現在 |